# Victor Adam

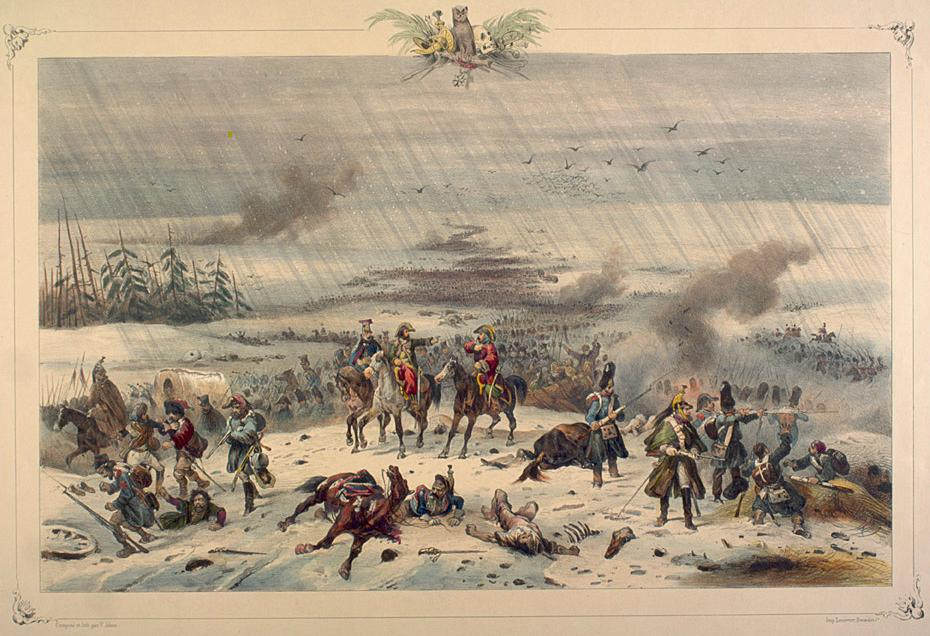
Napoleons återtåg från Ryssland, handkolorerad litografi av Victor Vincent Adam.

Jean Victor Vincent Adam, född den 28 januari 1801 i Paris, död den 30 december 1867 i Viroflay, var en fransk målare och litograf.

## Biografi
Adam var son till gravören Jean Adam. Han studerade vid École des Beaux-Arts 1814-1818 och var även elev hos ateljéer i Meynier och Jean-Baptiste Regnault. Han är berömd för sina bataljmålningar från Napoleons krig (finns i galleriet i Versailles).
År 1819 ställde han ut Herminia som bistår Tancred. Han fick nästan omedelbart uppdrag att måla olika motiv för museet i Versailles, som Franska inträdet i Mainz, Slaget vid Varroux, Intagningen av Menin, Slaget vid Castiglione, Slaget om Montebello och Meiningens kapitulation, de sista tre i samarbete med Jean Alaux.

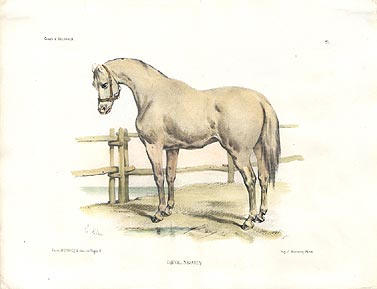
Navarrahäst, litografi.

Adam fortsatte att ställa ut till 1838, men försvann sedan från offentligheten fram till 1846, då han ställde några litografier och ägna sig därefter åt detta medium. Han vann med detta guldmedalj 1824, en andra klass 2-medalj 1836, förutom flera andra från Lille, Douai, och andra städer.